# خورخي ألفيس
خورخي ألفيس (بالإنجليزية: Jorge Alves)‏ هو لاعب هوكي الجليد أمريكي، ولد في 30 يناير 1979 في بوسطن في الولايات المتحدة.

## وصلات خارجية
- خورخي ألفيس على موقع دوري الهوكي الوطني (الإنجليزية)
- خورخي ألفيس على موقع EliteProspects.com (الإنجليزية)
- خورخي ألفيس على موقع HockeyDB.com (الإنجليزية)
- خورخي ألفيس على موقع Hockey-Reference.com (الإنجليزية)